# 戴尔马
戴爾馬（法語：Delmas，發音：[dɛlma]）是海地的城市，由西部省負責管轄，面積80.2平方公里，海拔高度194米，2003年人口379,650，人口密度為每平方公里8,478.7人，該市在2010年海地地震中受到嚴重破壞。